# Femorala triangeln

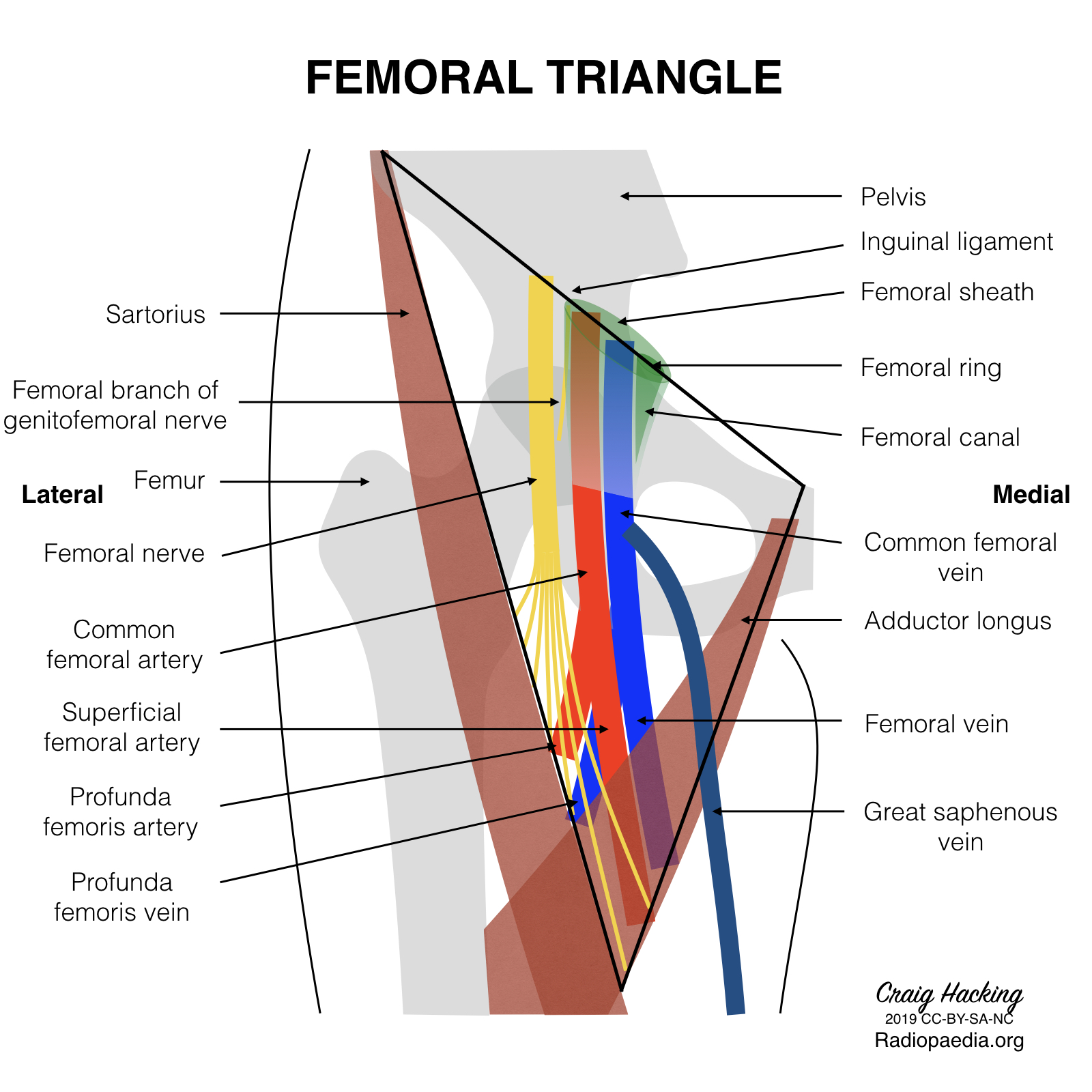
Femorala triangeln

Den femorala triangeln är ett område i ljumsken som är viktigt av flera skäl. Flera stora kärl och nerver löper i detta område. Den definieras av inguinalligamentet, musculus sartorius och musculus adductor longus. 

## Anatomi
Golvet i den femorala triangeln består av ett flertal muskler. Medialt av musculus pectineus, musculus adductor longus och lateralt av muscullus iliopsoas. Den femorala triangeln täcks ovanifrån av subkutan vävnad, ytlig och djup fascia.
Lateralt till medialt ligger följande strukturer:
- nervus femoralis
- arteria femoralis
- vena femoralis
- femoralkanalen.

## Struktur och funktion
- Övre gräns: inguinalligamentet.

- Medial gräns: musculus adductor longus.
- Lateral gräns: musculus sartorius.
- Golv lateralt: musculus iliopsoas.
- Golv medialt: musculus adductor longus och musculus pectineus.

Den femorala triangeln har i sig själv ingen funktion. Men den innehåller vitala strukturer som går att lokalisera genom anatomiska landmärken.

## Blodförsörjning och lymfknutor
De stora blodkärlen som löper genom femorala triangeln är:
- Arteria femoralis
- Vena femoralis
- Arteria profunda femoris
- Arteria Circumflexa Femoris Medialis
- Arteria Circumflexa Femoris Lateralis
- Arteria Epigastrica Superficialis
- Arteria Pudenda Externa
- Arteria Circumflexa Iliaca Superficialis

Lymfknutorna i området är medialt belägna och har klinisk relevans för diagnostik av infektioner och inflammatoriska tillstånd. De djupa inguinala lymfknutorna tar emot dränering från genitalia och djupa benstrukturer.

## Nervstrukturer

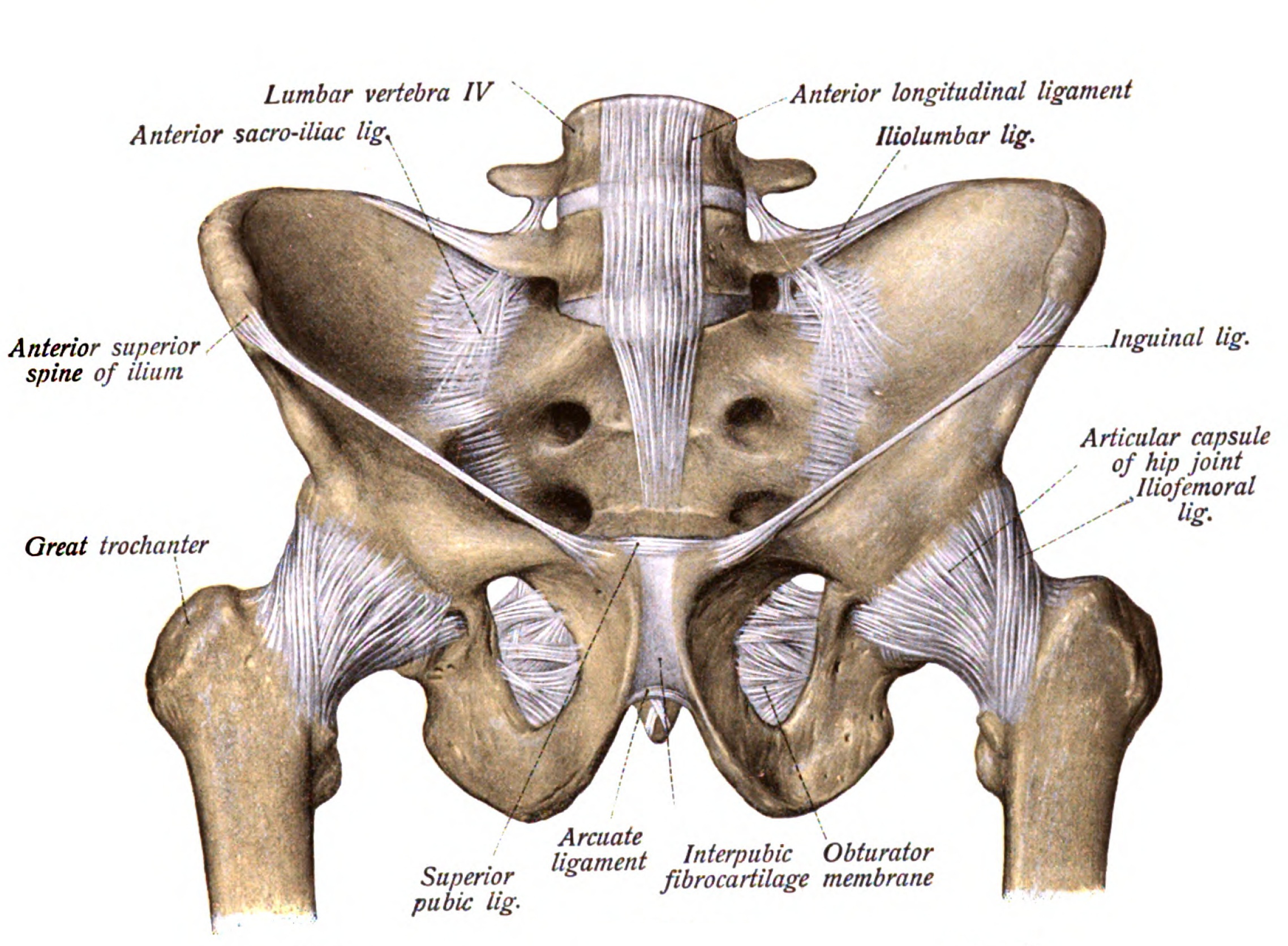
Bäckenet. Här syns inguinalligamentet tydligt, vilket utgör en anatomisk gräns mellan buk och ljumske.

Den primära nerven i den femorala triangeln är nervus femoralis, som har sitt ursprung i ryggmärgssegmenten L2, L3 och L4. Nerven löper genom triangeln, externt till den femorala hinnan, och är den mest laterala av de signifikanta strukturerna i detta område. Nervus femoralis är innesluten i musculus iliopsoas och delas upp i en anterior och en posterior del nära den laterala circumflexartären.

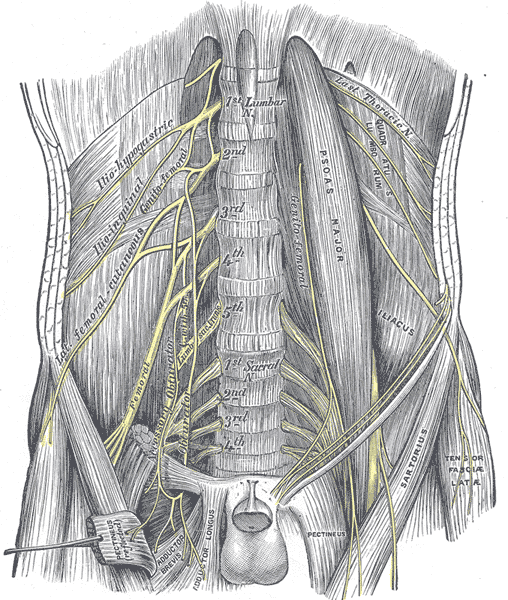
Nervus femoralis inträde i femorala triangeln

Den anteriora delen innerverar musculus sartorius och ger upphov till nervus cutaneus femoris medialis. Den posteriora delen innerverar musculus quadriceps femoris och ger upphov till nervus saphenus. Dessutom finns nervus genitofemoralis, som har sitt ursprung i L1 och L2, och som innerverar huden över den femorala triangeln samt vissa genitala och inguinala områden.

## Klinisk relevans
Arteria femoralis i den femorala triangeln är en viktig åtkomstpunkt för olika medicinska ingrepp, inklusive hjärt- och perifer angioplastik. Dess stora diameter gör det möjligt att föra in större katetrar. Området är också relevant för diagnos och behandling av flera sjukdomstillstånd, inklusive femorala bråck, perifera artärsjukdomar och djup ventrombos. Det kan även uppstå komplikationer som hematom och arteriovenösa fistlar efter vaskulära ingrepp.
För att minska risken för komplikationer under kirurgiska ingrepp är det viktigt att ha en noggrann förståelse för områdets anatomiska förhållanden. Ultraljudsguidning används ofta för att exakt identifiera relevant anatomi, som den gemensamma femoralartärens bifurkation och den inferiora epigastriska artären.

### Sjukdomar
Leriches syndrom är en form av perifer artärsjukdom som kännetecknas av en förträngning eller blockering av den abdominala aortan där den delar sig för att bli de två iliacakärlen.
Detta leder till en rad symtom som:
- erektil dysfunktion (impotens)
- bilateral claudicatio
- utsläckta fermorala arteriella pulsar.

Relevansen till den femorala triangeln hänger samman med att arteria femoralis, som löper genom den femorala triangeln, är en fortsättning av iliacakärlen. En förträngning av den abdominella aortan kan påverka blodfödet i arteria femoralis.
De Garengeot hernia är en sällsynt form av ljumskbråck, där blindtarmsbihanget (appendix) är inneslutet i bråcksäcken. Tillståndet är mest vanligt bland äldre kvinnor och kan presentera sig med symptom som ljumsksvullnad och ömhet. Diagnos ställs ofta med hjälp av radiologisk undersökning, men i många fall identifieras tillståndet först under kirurgi. Behandlingen involverar vanligtvis kirurgisk åtgärd för att åtgärda bråcket och ta bort det inflammerade eller infekterade appendixet. Komplikationer är relativt ovanliga men kan inkludera kirurgiska infektioner.
Femoralartärsaneurysm är en utvidgning av femoralartären som vanligtvis påverkar alla lager av kärlväggen. De är vanligast hos män över 70 år och kan vara bilateral (båda sidor) i upp till 70% av fallen. Riskfaktorer inkluderar rökning, arterioskleros och högt blodtryck. De kan vara asymptomatiska men kan också upptäckas som en utbuktning i ljumsken, vilket ofta förväxlas med en bråck. Huvudsakliga riskfaktorer inkluderar trombos, distal embolisering och ruptur. Diagnostik sker ofta genom ultraljud eller DT-angiografi. De klassificeras anatomiskt i två typer baserat på involvering av femoral bifurkation (plats där femoralartären förgrenar sig i två delar):
1. Typ I: Femoral bifurkation är inte involverad.
2. Typ II: Femoral bifurkation och profunda är involverade.[4]